# Herpestis
Herpestis es un género con 133 especies de plantas de flores de la familia Scrophulariaceae. 

## Especies seleccionadas
- Herpestis acuminata
- Herpestis acuta
- Herpestis africana
- Herpestis amara
- Herpestis amplexicaulis

- Datos: Q9003250